# Mehdi Belmejdoub
Mehdi Belmejdoub (ur. 4 lutego 1942) – marokański piłkarz grający na pozycji obrońcy. W swojej karierze grał w reprezentacji Maroka.

## Kariera klubowa
W swojej karierze piłkarskiej Belmejdoubgrał w klubie  FAR Rabat.

## Kariera reprezentacyjna
W 1976 roku Belmejdoub został powołany do reprezentacji Maroka na Puchar Narodów Afryki 1976.  Zagrał w nim w czterech meczach: grupowych z Sudanem (2:2) i z Zairem (1:0) oraz w serii finałowej z Nigerią (2:1) i z Gwineą (1:1). Z Marokiem wywalczył mistrzostwo Afryki.